# (4608) Wodehouse
(4608) Wodehouse (1988 BW3) – planetoida z grupy pasa głównego asteroid okrążająca Słońce w ciągu 3,63 lat w średniej odległości 2,36 j.a. Odkryta 19 stycznia 1988 roku.